# Voaiorism

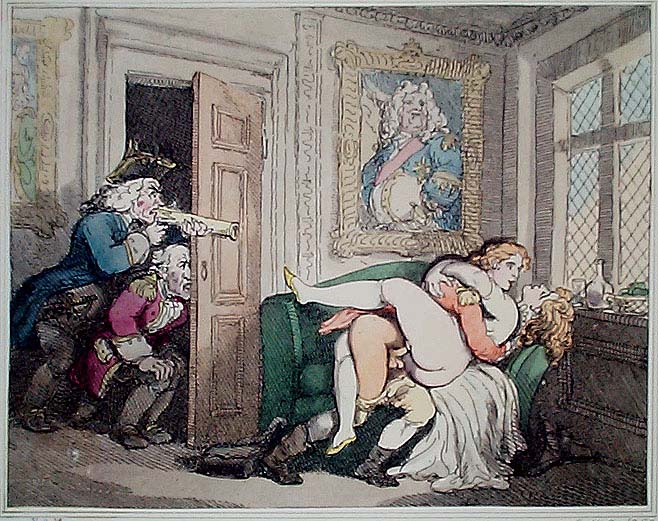
Ilustrație de Thomas Rowlandson

Voaiorismul (din franceză voyerisme), numit uneori și scopofilie (din greacă σκοπός skopos = privitor - φιλία filia = iubire, plăcere) este o tulburare psihosexuală (parafilie) în care o persoană obține plăcerea sexuală din privirea nudurilor, organelor genitale sau observarea  actelor sexuale ale altora, voaiorul rămânând de obicei ascuns privirii celorlalți.
Spre deosebire de mixoscopie, care se referă exclusiv la a-i privi pe cei care fac sex, voaiorismul se referă și la a urmări pe furiș persoane dezbrăcate, care fac duș, care poartă doar lenjerie intimă, care probează haine sau lenjerie, pe scurt, persoane aflate în situații de obicei rezervate sferei private.
În sens strict, voaiorismul este considerat o perversiune sexuală abia atunci când satisfacția sexuală este obținută (aproape) exclusiv prin spionare. Voaiorismul este de obicei acompaniat sau urmat de masturbare și este de regulă o tulburare a bărbaților heterosexuali a căror activitate heterosexuală este neadecvată. Deși voaiorismul este cel mai frecvent întâlnit la bărbați, acesta se poate întâlni și la femei.
Persoana observată dezbrăcându-se sau angajându-se în acte sexuale este de obicei un străin pentru voaior care, în general, nu caută apoi contact sexual cu persoana observată. Diagnosticul de voaiorism ca parafilie este pus doar în sens strict și anume atunci când voaiorismul este forma preferată sau exclusivă de gratificație sexuală.
Psihanaliștii consideră că în voaiorism este ascuns și puțin sadism, deoarece atunci când un voaior își urmărește victima, el i se simte superior. Femeia observată este „prada” acestuia, iar ea aduce multă violență în actul sexual, cel puțin în fanteziile lui sexuale.
Voaiorismul este frecvent printre adolescenți, fiind o expresie a curiozității sexuale, dar de obicei este înlocuit ulterior de relații sexuale normale. Persoana cu această tulburare continuă să privească acte sexuale fie pentru că este timidă sau stângace în relațiile cu persoanele de sex opus sau împiedicată de anumite obstacole în realizarea de relații normale.
Prognosticul pentru eliminarea comportamentului voaiorist este slab, deoarece cei mai mulți voaiori nu au dorința de a-și schimba comportamentul.